# Спинной плавник

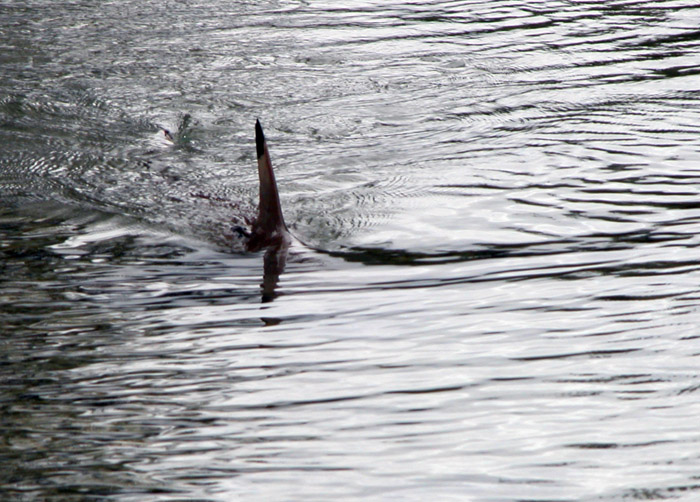
Спинной плавник акулы

Спинной плавник — плавник, расположенный на спине многих водных позвоночных. Нужен главным образом для стабилизации тела (предотвращения вращения вокруг продольной оси).
Он встречается в таких группах животных:
- бесчелюстные: есть у миног и у большинства вымерших костнопанцирных и телодонтов[1];
- рыбы: есть у большинства видов;
- рептилии: был у вымерших ихтиозавров;
- млекопитающие: есть у дельфинов и китов.

У некоторых животных спинной плавник выполняет защитную функцию: несёт шипы (например, у колючей акулы). У некоторых видов эти шипы ядовиты. Многие виды сомов могут закреплять передний луч плавника в крайнем положении, чтобы отпугнуть хищника или закрепиться в узкой щели.
Спинные плавники бывают различных размеров и форм.

## Рыбы
Практически все виды рыб имеют спинной плавник, хотя и встречаются виды, лишённые его, такие как чёрная ножетелка. Многие рыбы имеют два или даже три спинных плавника или один, но такой длинный, что он соединяется с хвостовым плавником. Широко распространённый вариант, наблюдаемый у большинства хорошо известных рыб, включает передний плавник, состоящий из острых жёстких лучей, и задний мягкий плавник.

## Киты и дельфины

Косатка

У косаток спинной плавник очень большой по сравнению с размером тела. Его высота достигает 1,8 м. У многих (от 30 до 100 %) косаток, содержащихся в неволе, наблюдается опускание спинного плавника. Вероятно, это происходит из-за недостатка физической нагрузки, в неволе животные плавают гораздо меньше и нет необходимости тщательно следить за своей ориентацией в пространстве, что приводит к атрофии мышц, ответственных за поднятие плавника. В природе такое явление наблюдается лишь у 1 % диких косаток.
Гренландский кит совсем не имеет спинного плавника в результате эволюционной адаптации к жизни в полярных морях, покрытых льдом.
В течение жизни у китов спинной плавник приобретает индивидуальный рисунок зазубрин и повреждений. Исследователи пользуются этим для идентификации особей.